# Lijst van gebieden in het National Forest System van de Verenigde Staten

De United States Forest Service beheert 155 bos- en 20 graslandgebieden.

Het National Forest System van de Verenigde Staten is de verzameling van eigendommen in het bezit of beheer van de U.S. Forest Service, een federaal agentschap onder het ministerie van Landbouw.
Als enige Amerikaans overheidsagentschap staat de Forest Service in voor het beheer van National Forests en National Grasslands. Er zijn 155 National Forests, goed voor een totale oppervlakte van 761.999 km², alsook 20 graslandgebieden (National Grasslands). Daarnaast beheert de Forest Service 59 aankoopgebieden, 19 onderzoeks- en experimentele gebieden, 5 bodemgebruikprojecten, één National Preserve en 37 andere eenheden.
Omdat het systeem van de National Forests gecompliceerd is door een lange geschiedenis van verwervingen en herorganisaties, zijn veel van de bossen niet aaneengesloten of worden verschillende bossen samen beheerd.

## Kaart

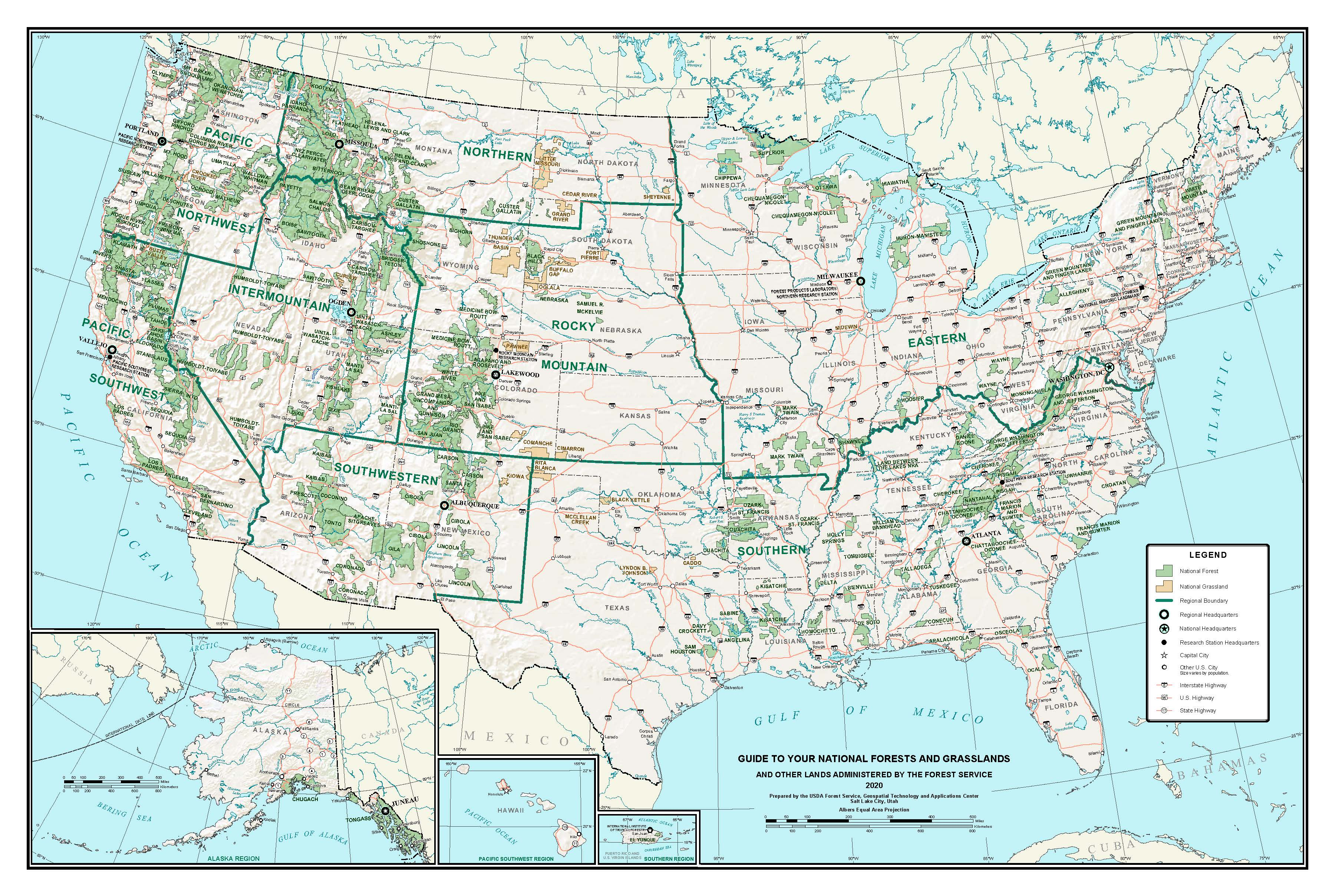
Kaart van de National Forests en National Grasslands in de Verenigde Staten.

## National Forests
- Allegheny National Forest (Pennsylvania)
- Angeles National Forest (Californië)
- Angelina National Forest (Texas)
- Apache-Sitgreaves National Forest (Arizona en New Mexico)
- Apalachicola National Forest (dat ook de restanten van Choctawhatchee National Forest beheert) (Florida)
- Arapaho National Forest (Colorado)
- Ashley National Forest (Utah en Wyoming)
- Beaverhead-Deerlodge National Forest (Montana)
- Bienville National Forest (Mississippi)
- Bighorn National Forest (Wyoming)
- Bitterroot National Forest (Montana en Idaho)
- Black Hills National Forest (South Dakota en Wyoming)
- Boise National Forest (Idaho)
- Bridger-Teton National Forest (Wyoming)
- Caribou-Targhee National Forest (Idaho en Wyoming)
- Carson National Forest (New Mexico)
- Chattahoochee-Oconee National Forest (Georgia)
- Chequamegon-Nicolet National Forest (Wisconsin)
- Cherokee National Forest (Tennessee en North Carolina)
- Chippewa National Forest (Minnesota)
- Chugach National Forest (Alaska)
- Cibola National Forest (New Mexico)
- Clearwater National Forest (Idaho)
- Cleveland National Forest (Californië)
- Coconino National Forest (Arizona)
- Colville National Forest (Washington)
- Conecuh National Forest (Alabama)
- Coronado National Forest (Arizona en New Mexico)
- Croatan National Forest (North Carolina)
- Custer National Forest (Montana en South Dakota)
- Daniel Boone National Forest (Kentucky)
- Davy Crockett National Forest (Texas)
- Delta National Forest (Mississippi)
- Deschutes National Forest (Oregon)
- De Soto National Forest (Mississippi)
- Dixie National Forest (Utah)
- Eldorado National Forest (Californië)
- El Yunque National Forest (Puerto Rico)
- Finger Lakes National Forest (New York)
- Fishlake National Forest (Utah)
- Flathead National Forest (Montana)
- Francis Marion National Forest (South Carolina)
- Fremont-Winema National Forest (Oregon)
- Gallatin National Forest (Montana)
- George Washington and Jefferson National Forests (Virginia, West Virginia en Kentucky)
- Gifford Pinchot National Forest (Washington)
- Gila National Forest (New Mexico)
- Grand Mesa National Forest (Colorado)
- Green Mountain National Forest (Vermont)
- Gunnison National Forest (Colorado)
- Helena National Forest (Montana)
- Hiawatha National Forest (Michigan)
- Holly Springs National Forest (Mississippi)
- Homochitto National Forest (Mississippi)
- Hoosier National Forest (Indiana)
- Humboldt-Toiyabe National Forest (Nevada en Californië)
- Huron-Manistee National Forest (Michigan)
- Idaho Panhandle National Forest (dat eigenlijk drie National Forests omvat: Coeur d'Alene, St. Joe en Kaniksu) (Idaho, Montana en Washington)
- Inyo National Forest (Californië en Nevada)
- Kaibab National Forest (Arizona)
- Kisatchie National Forest (Louisiana)
- Klamath National Forest (Californië en Oregon)
- Kootenai National Forest (Montana en Idaho)
- Lake Tahoe Basin Management Unit (Californië en Nevada)
- Lassen National Forest (Californië)
- Lewis and Clark National Forest (Montana)
- Lincoln National Forest (New Mexico)
- Lolo National Forest (Montana)
- Los Padres National Forest (Californië)
- Malheur National Forest (Oregon)
- Manti-La Sal National Forest (Utah en Colorado)
- Mark Twain National Forest (Missouri)
- Medicine Bow - Routt National Forest (Colorado en Wyoming)
- Mendocino National Forest (Californië)
- Modoc National Forest (Californië)
- Monongahela National Forest (West Virginia)
- Mount Baker-Snoqualmie National Forest (Washington)
- Mount Hood National Forest (Oregon)
- Nantahala National Forest (North Carolina)
- Nebraska National Forest (Nebraska)
- Nez Perce National Forest (Idaho)
- Ocala National Forest (Florida)
- Ochoco National Forest (Oregon)
- Okanogan-Wenatchee National Forest (Washington)
- Olympic National Forest (Washington)
- Osceola National Forest (Florida)
- Ottawa National Forest (Michigan)
- Ouachita National Forest (Arkansas en Oklahoma)
- Ozark-St. Francis National Forest (Arkansas)
- Payette National Forest (Idaho)
- Pike National Forest (Colorado)
- Pisgah National Forest (North Carolina)
- Plumas National Forest (Californië)
- Prescott National Forest (Arizona)
- Rio Grande National Forest (Colorado)
- Rogue River-Siskiyou National Forest (Oregon en Californië)
- Roosevelt National Forest (Colorado)
- Sabine National Forest (Texas)
- Salmon-Challis National Forest (Idaho)
- Sam Houston National Forest (Texas)
- Samuel R. McKelvie National Forest (Nebraska)
- San Bernardino National Forest (Californië)
- San Isabel National Forest (Colorado)
- San Juan National Forest (Colorado)
- Santa Fe National Forest (New Mexico)
- Sawtooth National Forest (Idaho en Utah)
- Sequoia National Forest (Californië)
- Shasta-Trinity National Forest (Californië)
- Shawnee National Forest (Illinois)
- Shoshone National Forest (Wyoming)
- Sierra National Forest (Californië)
- Siuslaw National Forest (Oregon)
- Six Rivers National Forest (Californië)
- Stanislaus National Forest (Californië)
- Sumter National Forest (South Carolina)
- Superior National Forest (Minnesota)
- Tahoe National Forest (Californië)
- Talladega National Forest (Alabama)
- Tombigbee National Forest (Mississippi)
- Tongass National Forest (Alaska)
- Tonto National Forest (Arizona)
- Tuskegee National Forest (Alabama)
- Uinta-Wasatch-Cache National Forest (Utah, Wyoming en Idaho)
- Umatilla National Forest (Oregon en Washington)
- Umpqua National Forest (Oregon)
- Uncompahgre National Forest (Colorado)
- Uwharrie National Forest (North Carolina)
- Wallowa-Whitman National Forest (Oregon en Idaho)
- Wayne National Forest (Ohio)
- White Mountain National Forest (New Hampshire en Maine)
- White River National Forest (Colorado)
- Willamette National Forest (Oregon)
- William B. Bankhead National Forest (Alabama)

## National Grasslands
- Black Kettle National Grassland (Oklahoma en Texas)
- Buffalo Gap National Grassland (South Dakota)
- Butte Valley National Grassland (Californië)
- Caddo National Grassland (Texas)
- Cedar River National Grassland (North Dakota)
- Cimarron National Grassland (Kansas)
- Comanche National Grassland (Colorado)
- Crooked River National Grassland (Oregon)
- Curlew National Grassland (Idaho)
- Fort Pierre National Grassland (South Dakota)
- Grand River National Grassland (South Dakota)
- Kiowa National Grassland (New Mexico)
- Little Missouri National Grassland (North Dakota)
- Lyndon B. Johnson National Grassland (Texas)
- McClellan Creek National Grassland (Texas)
- Oglala National Grassland (Nebraska)
- Pawnee National Grassland (Colorado)
- Rita Blanca National Grassland (Texas)
- Sheyenne National Grassland (North Dakota)
- Thunder Basin National Grassland (Wyoming)

## Andere gebieden

### Nationale monumenten
De U.S. Forest Service beheert zeven van de 109 nationale monumenten (National Monuments) van de VS, waarvan één samen met het Bureau of Land Management (BLM) beheerd wordt.
- Admiralty Island National Monument (Alaska)
- Chimney Rock National Monument (Colorado)
- Giant Sequoia National Monument (Californië)
- Misty Fjords National Monument (Alaska)
- Mount St. Helens National Volcanic Monument (Washington)
- Newberry National Volcanic Monument (Oregon)
- Santa Rosa and San Jacinto Mountains National Monument (Californië) (samen met het BLM)

### National Recreation Areas
In verschillende National Forests zijn recreatiegebieden aangeduid als National Recreation Areas, die dan ook door de U.S. Forest Service beheerd worden.
- Allegheny National Recreation Area (Pennsylvania)
- Arapaho National Recreation Area (Colorado)
- Ed Jenkins National Recreation Area (Georgia)
- Flaming Gorge National Recreation Area (Wyoming en Utah)
- Grand Island National Recreation Area (Michigan)
- Hells Canyon National Recreation Area (Oregon en Idaho)
- Jemez National Recreation Area (New Mexico)
- Land Between The Lakes National Recreation Area (Kentucky en Tennessee)
- Moosalamoo National Recreation Area (Vermont)
- Mount Baker National Recreation Area (Washington)
- Mount Hood National Recreation Area (Oregon)
- Mount Rogers National Recreation Area (Virginia)
- Oregon Dunes National Recreation Area (Oregon)
- Pine Ridge National Recreation Area (Nebraska)
- Rattlesnake National Recreation Area (Montana)
- Sawtooth National Recreation Area (Idaho)
- Smith River National Recreation Area (Californië)
- Spring Mountains National Recreation Area (Nevada)
- Spruce Knob-Seneca Rocks National Recreation Area (West Virginia)
- Whiskeytown-Shasta-Trinity National Recreation Area (Californië)
- White Rocks National Recreation Area (Vermont)
- Winding Stair Mountain National Recreation Area (Oklahoma)

### Andere
Dit overzicht is mogelijk incompleet; u kunt helpen door het uit te breiden.
- Camp Hale (Colorado)
- Columbia River Gorge National Scenic Area (Oregon en Washington) (samen met de Columbia River Gorge Commission en verschillende staatsparken)
- Grey Towers National Historic Site (Pennsylvania)